# میلاتکوویچه
میلاتکوویچه (به صربی: Milatkoviće) یک منطقهٔ مسکونی در صربستان است که در Raška واقع شده‌است. میلاتکوویچه ۱۶۱ نفر جمعیت دارد.